# Laguenne
Laguenne – miejscowość i dawna gmina we Francji, w regionie Nowa Akwitania, w departamencie Corrèze. W 2013 roku populacja ówczesnej gminy wynosiła 1425 mieszkańców.
W dniu 1 stycznia 2019 roku z połączenia dwóch ówczesnych gmin – Laguenne oraz Saint-Bonnet-Avalouze – powstała nowa gmina Laguenne-sur-Avalouze. Siedzibą gminy została miejscowość Laguenne.